# (1716) Peter
(1716) Peter – planetoida z pasa głównego asteroid okrążająca Słońce w ciągu 4 lat i 191 dni w średniej odległości 2,73 au. Została odkryta 4 kwietnia 1934 roku w Landessternwarte Heidelberg-Königstuhl w Heidelbergu przez Karla Reinmutha. Nazwa planetoidy pochodzi od imienia wnuka odkrywcy. Przed nadaniem nazwy planetoida nosiła oznaczenie tymczasowe (1716) 1934 GF.